# Кийан
Кийа́н (фр. Quillan) — город, коммуна во Франции, находится в регионе Лангедок — Руссильон. Департамент коммуны — Од. Административный центр кантона Кийан. Округ коммуны — Лиму.
Код INSEE коммуны — 11304.
Кийан расположена в предгорьях Пиренеев, на дороге между Каркасоном и Перпиньяном.

## Население
Население коммуны на 2008 год составляло 3405 человек.
| 1962 | 1968 | 1975 | 1982 | 1990 | 1999 | 2008 |
| ---- | ---- | ---- | ---- | ---- | ---- | ---- |
| 4424 | 4847 | 4968 | 4459 | 3818 | 3542 | 3405 |

## Экономика
Основу экономики составляет промышленность: производятся головные уборы, обувь, пластмассы; есть мебельная фабрика.
В 2007 году среди 1918 человек в трудоспособном возрасте (15—64 лет) 1225 были экономически активными, 693 — неактивными (показатель активности — 63,9 %, в 1999 году было 66,5 %). Из 1225 активных работали 999 человек (555 мужчин и 444 женщины), безработных было 226 (114 мужчин и 112 женщин). Среди 693 неактивных 154 человека были учениками или студентами, 266 — пенсионерами, 273 были неактивными по другим причинам.

## Культура
Ежегодно в августе проводится международный фольклорный фестиваль.
В Кийане режиссёр Бертран Тавернье снял несколько сцен из фильма «Страсти по Беатрис» (1987).

## Фотогалерея

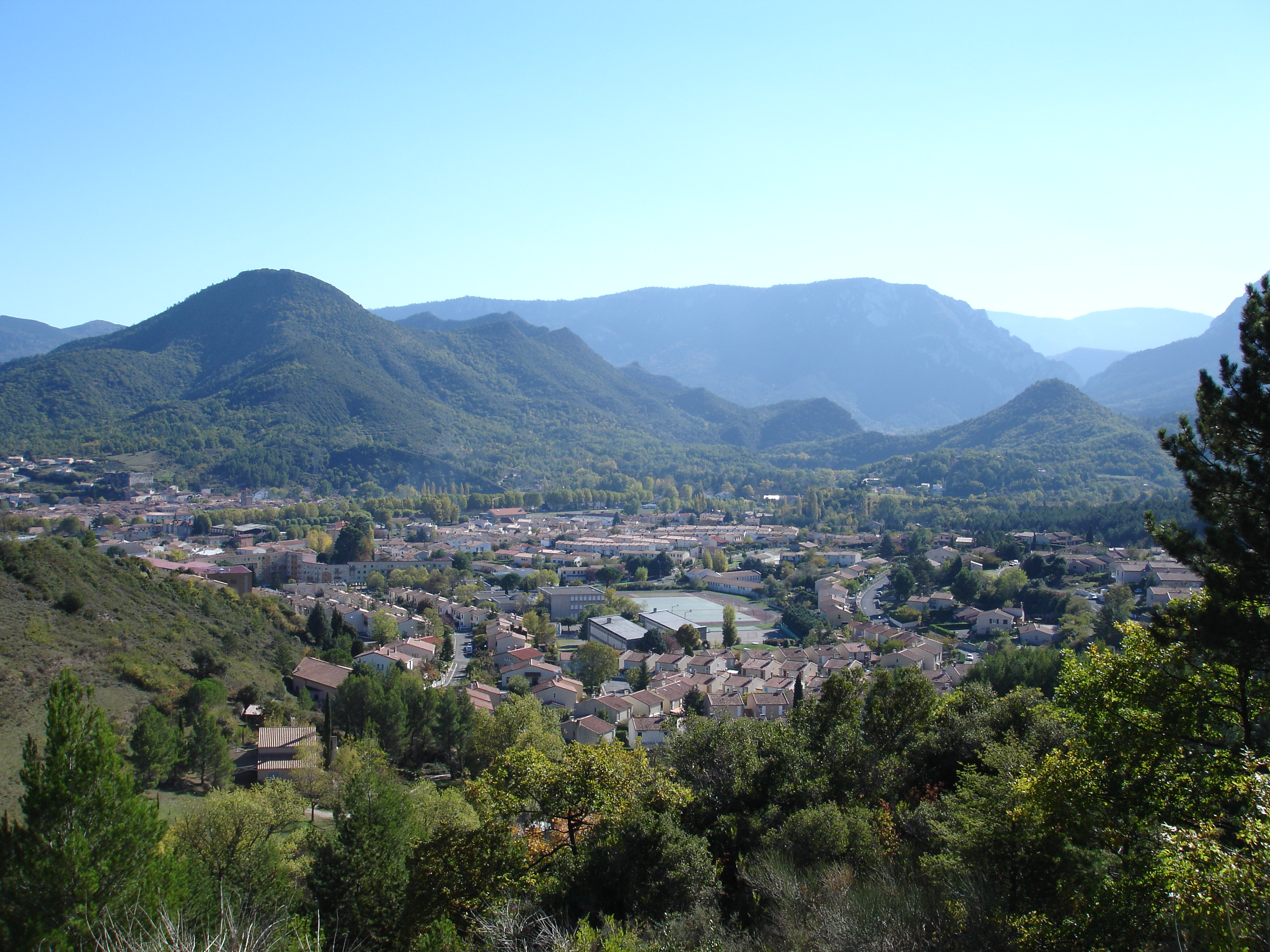
Кийан
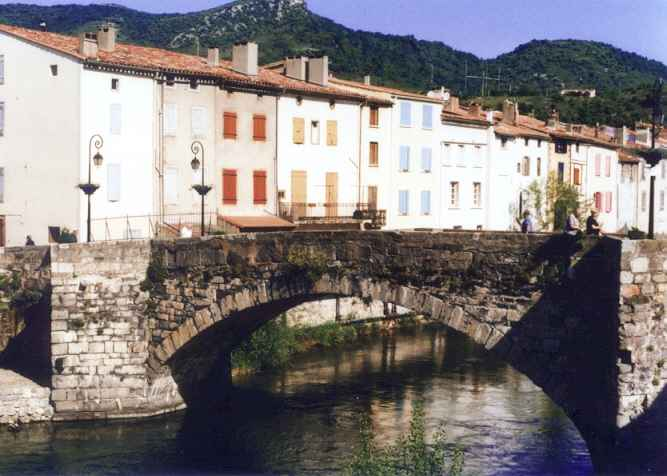
Мост через реку Од
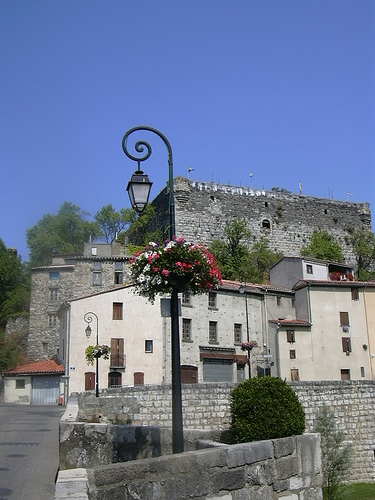
Замок
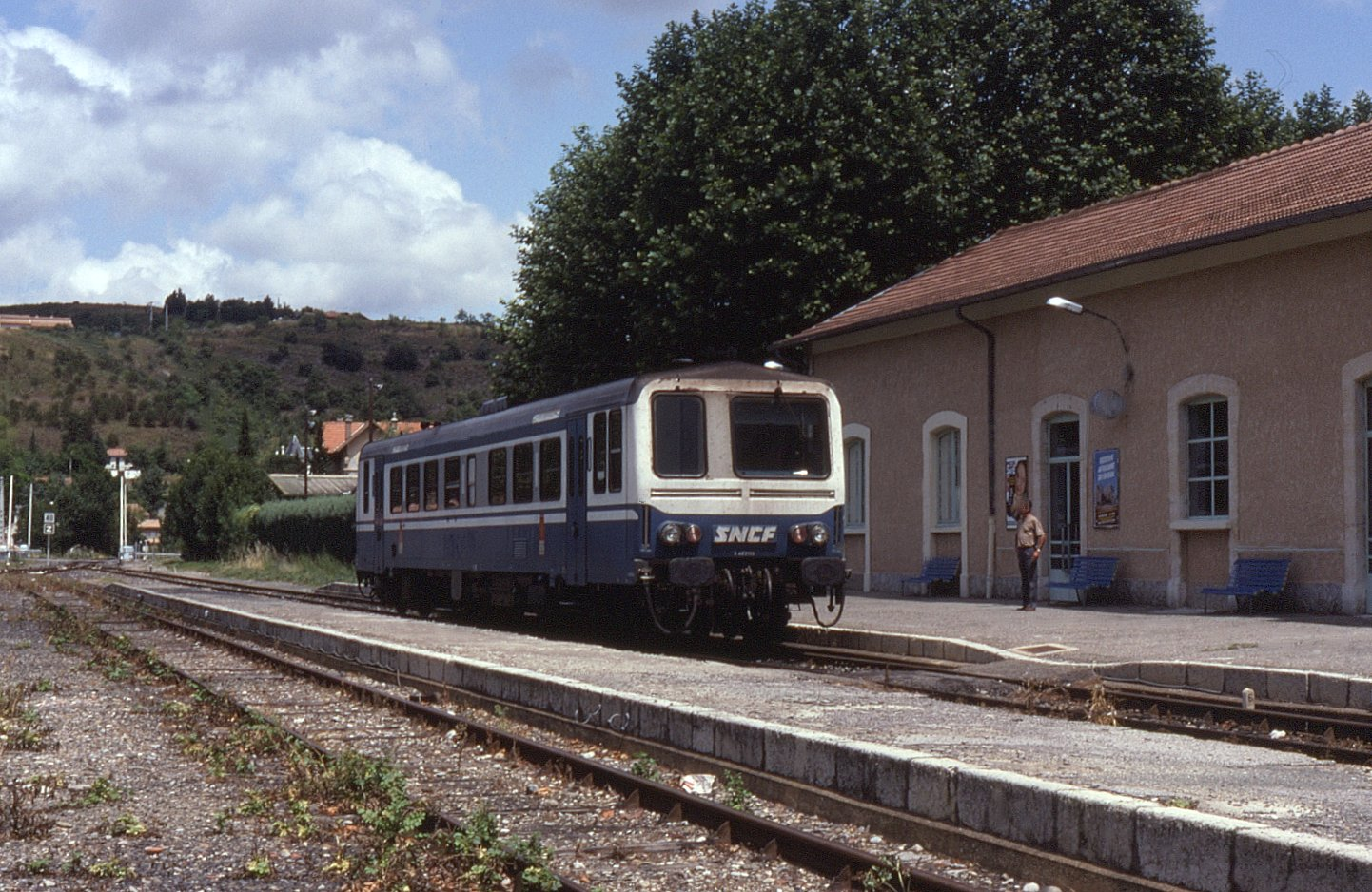
Железнодорожная станция